# Adolfo Saldías
Adolfo Saldías (Buenos Aires, 6 septembre 1849 — La Paz, Bolivie, 17 octobre 1914) était un historien, avocat, homme politique, militaire et diplomate argentin.

## Biographie
Il poursuivit des études secondaires au Collège national de Buenos Aires, puis obtint son titre d’avocat en 1874 après remise d’un mémoire sur le mariage civil. Six ans plus tard, alors qu’il exerçait la fonction de secrétaire de la légation argentine à Londres et qu’il était collaborateur du journal La Libertad, il s’enrôla dans l’armée commandée par le colonel Hilario Lagos (fils) et combattit à Puente Alsina, Las Flores et Los Corrales Viejos (1880). Dans les années suivantes, il occupa différents postes dans l’administration, et devint en 1882 membre de la Convention constituante provinciale.
C’est en 1890, alors qu’il travaillait comme rédacteur au quotidien El Argentino, qu’il commença sa carrière politique, par son adhésion au Partido Autonomista de Buenos Aires, parti populaire fraîchement créé et dirigé par Adolfo Alsina. Dans ce parti, qui s’opposait à Bartolomé Mitre, Saldías côtoya des personnalités telles que Aristóbulo del Valle, Leandro Alem et Bernardo de Irigoyen, avec lesquelles il constituera ultérieurement l’Union civique radicale (UCR).
Il prit part activement à l’insurrection civico-militaire de juillet 1890, dite révolution du Parc ou révolution de 90, fomentée par le Parti civique, et figura comme l’un des premiers, avec Leandro Alem, à pénétrer dans le parc d’artillerie. Mis en détention, il fut banni vers l’Uruguay. Fondateur de l’Union civique radicale en 1891, il participa une nouvelle fois à une insurrection armée, la révolution de 1893, mais fut derechef détenu, incarcéré à Ushuaia, puis de nouveau exilé en Uruguay.
En 1898, aussitôt après que Bernardo de Irigoyen eut été nommé gouverneur, Saldías devint vice-gouverneur de la province de Buenos Aires, puis fut reconduit à ce poste entre 1902 et 1905, sous le gouvernorat de Marcelino Ugarte. Ensuite, il fut député du Congrès national jusqu’en 1910. En 1912, il s’en fut en Bolivie au titre d’envoyé extraordinaire et ministre plénipotentiaire, charge qu’il assumera jusqu’à la date de sa mort.
Il fut par ailleurs un membre actif de la franc-maçonnerie argentine.

### Travaux d’historien
José María Rosa et Fermín Chávez reconnaissent en lui un précurseur du révisionnisme historique argentin. Ayant eu l’occasion de compulser les archives que le gouverneur Juan Manuel de Rosas avait emportées avec lui dans son exil en Angleterre, il écrivit plusieurs ouvrages sur la vie de Rosas et sur la Confédération argentine, lesquels ouvrages, s’ils lui apportèrent du prestige intellectuel et connurent de bonnes ventes, lui valurent aussi la défaveur de la classe intellectuelle portègne. En 1881, il fit paraître la première version de ce qui en 1888 se transformera en son œuvre maîtresse, Historia de la Confederación Argentina. Avec ingénuité, il la dédia à Mitre et la lui expédia afin qu’il la jugeât. Mitre lui répondit laconiquement, en condamnant le travail, ses conclusions et son auteur. La presse, passant l’ouvrage sous silence, ne daignant lui consacrer la moindre recension, fût-elle défavorable, en étouffa la diffusion.

## Publications
- Ensayo sobre la historia de la Constitución Argentina, 1878
- Historia de Rosas, titre postérieurement changé en Historia de la Confederación Argentina, 1881/1883
- Bianchietto, 1896 (succès de librairie)
- La Evolución republicana durante la Revolución Argentina, 1906
- Papeles de Rozas, 2 tomes (1906-1907)
- La Idea del Simbolismo Masónico
- La decapitación de Buenos Aires
- Ley de las Instituciones
- Los Minotauros